# Pointe de flèche arabe en chef vers la droite
La pointe de flèche arabe en chef vers la droite est une signe diacritique vocalique de l’alphabet arabe utilisé en Guinée notamment dans l’écriture du mogofin, du pular ou du soso.

## Utilisation
En Guinée, la pointe de flèche arabe en chef vers la droite représente une voyelle fermée postérieure arrondie [u], et est généralement considérée comme une variante du ḍamma.

## Représentation informatique
La pointe de flèche arabe en chef vers la droite peut être représentée avec le caractère U+08F8 Arabic right arrowhead above (pointe de flèche arabe en chef vers la droite).